# Alessandro Vanni
Alessandro Vanni (Roma, 2 agosto 1979) è un doppiatore italiano.

## Doppiaggio

### Film
- Alexander England in Alien: Covenant
- Tony Revolori in Tavolo n.19
- Anders Danielsen Lie in Personal Shopper
- Kyle Mooney in Naked Singularity
- Patrick Taylor in The Assassination - Al centro del complotto
- Aurélien Wiik in Secrets of State - Segreto di stato
- Vincent Overath in Vita nella banlieue 2
- Andrew Hollinger in Terrifier 3

### Serie televisive
- Jamie Timony in H2O
- Korhan Herduran in Il dottor Alì
- Sean Faris in An Uncommon Grace - Un mistero da risolvere
- Bryce Durfee in Bellezza letale
- Robert Scott Wilson in Il rapimento di Angie
- Adam Brody in Boys & Girls
- John Bregar in Degrassi Junior High (2^ voce)
- Troy Yingst in My Life as Liz
- Bret Harrison in I Finnerty
- Kit Weyman in La mia vita con Derek
- Martin Compston in Line of Duty
- Hannes Wegener in Sophie
- Luan Gummich in Medici in corsia

### Film d'animazione
- Meliodas in The Seven Deadly Sins: Cursed by Light, The Seven Deadly Sins: Grudge of Edinburgh
- Heero Yuy in Gundam Wing: Endless Waltz (2ª ediz.)
- Kevin in Il diario di Barbie

### Serie animate
- Meliodas in The Seven Deadly Sins - Nanatsu no taizai, Four Knights of the Apocalypse
- Lan Hikari in MegaMan NT Warrior, MegaMan NT Warrior Axess
- Skippy in Baby Felix & friends[1]
- Buckley in King of the Hill
- Doug in Olly il sottomarino
- Billy in Transformers: Armada
- Camacola in Fragolina Dolcecuore
- Sir Tristepin Parsifal in Wakfu
- Il re in Jelly Jamm
- Trenk in Trenk, il piccolo cavaliere
- Bill Thompson ne Il postino Pat[2]
- Silvio Spaghetti in La famiglia Spaghetti
- Duncan in L'ultimo dei Mohicani
- Georg Landry in Moonrise
- Carlos in Spike Team
- Dan in L'invincibile Dendoh
- Jagg in DaGeDar
- Ginta in Inuyasha (2ª voce) e Inuyasha: The Final Act
- Kudo in Initial D
- Yusaku Kitamura in Toradora![3]
- Susumu Kodai in Star Blazers 2199[4]
- Taishi Fura in Tokyo Ghoul: Jack
- Eros in Class of the Titans
- Asahina in Code Geass: Lelouch of the Rebellion
- Moblit ne L'attacco dei giganti
- Shiro Iori in Kill la Kill
- Scar in Arcane